# Pfarrkirche Wels-Lichtenegg

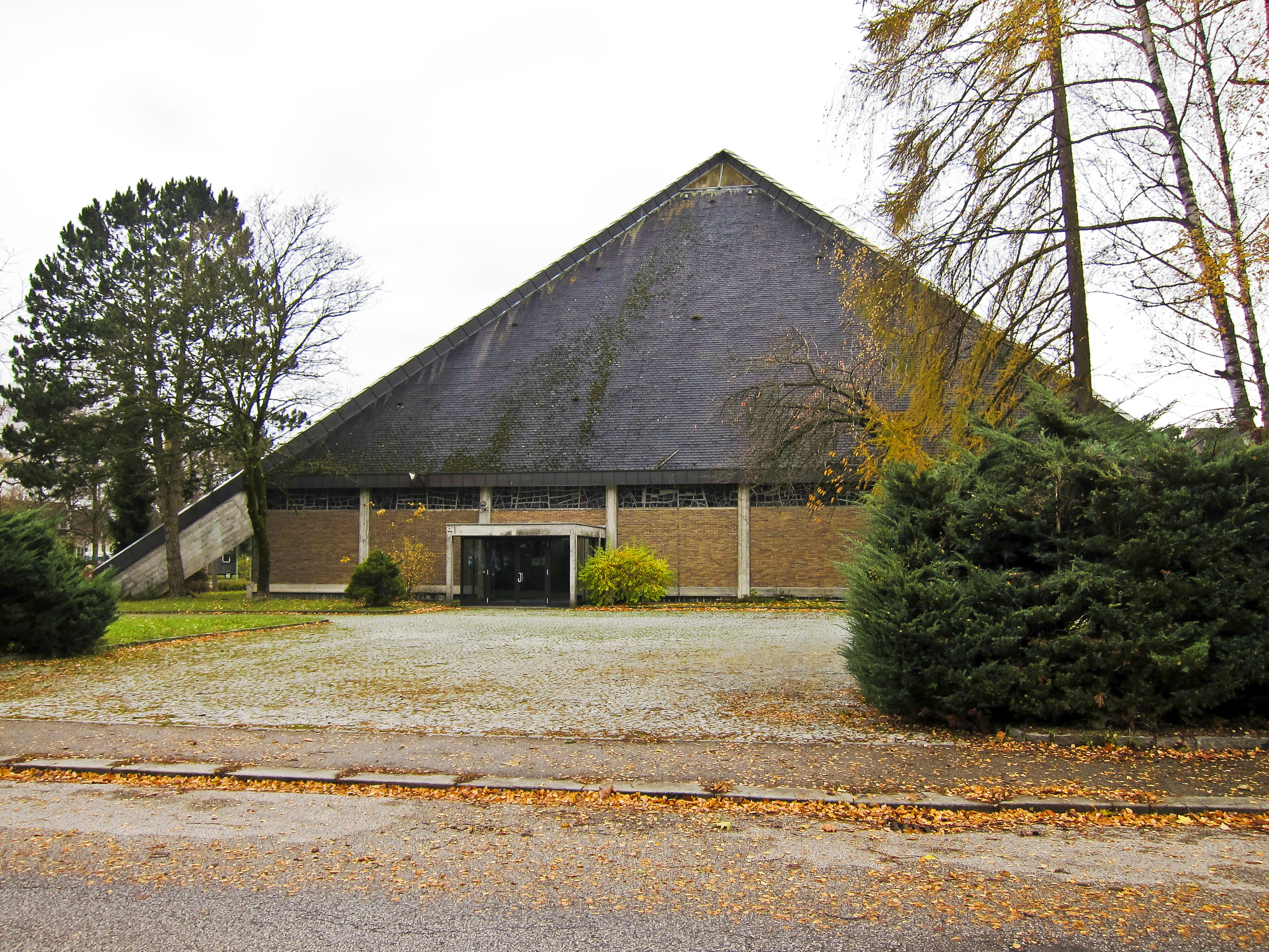
Zeltkirche Lichtenegg

Die römisch-katholische Pfarrkirche Wels-Lichtenegg steht im Stadtteil Lichtenegg in der Stadtgemeinde Wels in Oberösterreich. Die auf den heiligen Stephanus geweihte Kirche gehört zum Dekanat Wels in der Diözese Linz.

## Geschichte
1938 wurde am südwestlichen Stadtrand, in Lichtenegg, unweit der Bundesstraße 1 ein Barackenlager als Notkaserne errichtet. Nach dem Krieg wurde im Barackenlager 1001 ein Flüchtlingslager eingerichtet, insbesondere auch für Entlassene aus Konzentrationslagern. 1952 entstand mit der Ankunft des Flüchtlings und Priesters aus Ungarn Stephan Macsady im Oktober innerhalb von 4 Wochen eine Lagerkirche. Nach der Erhebung von Lichtenegg zur Pfarre (1961) wurde von 1962 bis 1966 mit dem Architekten Karl Odorizzi eine zeltförmige Kirche mit einem freistehenden Glockenturm errichtet und 1966 geweiht. Danach wurde die Notkirche als Kindergarten genutzt und in den 1970er Jahren abgetragen. 1974 wurden die fünf Glocken geweiht.